# 아틱 (영화)
"아틱"(Arctic)은 2018년 공개된 아이슬란드의 영화 작품이다. 조 페나가 감독과 각본을 맡았으며 라이언 모리슨이 공동 각본을 맡았다. 매즈 미켈슨이 북극 지역에 고립되어 구조를 기다리는 남자를 연기한다. 2018년 칸 국제영화제에서 상영되었고, 대한민국에서는 2019년 3월 27일 극장개봉하였다.

## 줄거리
비행기 추락사고로 북극의 한 지점에 조난된 오버가드(매즈 미켈슨)은 언젠가는 구조될 날이 올 것을 믿고 끝없는 눈밭에서 기다린다. 어느날 헬기가 다가오지만 강풍에 추락하고, 오버가드는 심한 부상을 입은 생존자를 꺼집어낸다. 오버가드는 지도 한 장에 의지한 채 생존을 위한 결단을 내려야한다.

## 출연
- 매즈 미켈슨: 오버가드 역
- 마리아 셀마 사라도티르: 젊은 여자 역
- 틴트리나이 티크하수크: 헬리콥터 파일럿 역

## 공개
- 2018년 제71회 칸 국제영화제 골든카메라부문에서 상영되었다.[1]
- 2018년 제23회 부산국제영화제에서 오픈시네마 섹션에서 상영되었다.[2]